# Dinja van Liere
Dinja van Liere est une cavalière de internationale de dressage Néerlandaise, née le 16 août 1990 à Goes aux Pays-Bas. Elle a notamment participé aux Jeux Olympiques d'été de 2024.

## Biographie
Dinja Van Liere a commencé l'équitation très jeune à 6 ans et est devenue cavalière d'écurie à Stal Hexagon. En 2012, elle est devenue championne nationale en catégorie M2 et, la même année, elle a remporté une médaille de bronze aux Championnats du monde des jeunes chevaux à Verden, en Allemagne. Les années suivantes, elle a remporté le Grand Prix des moins de 25 ans, mais sa percée a eu lieu en 2021 lorsqu'elle a présenté deux chevaux, Haute Couture et Hermès, au Grand Prix international.[4] Elle a été sélectionnée pour représenter les Pays-Bas aux Jeux olympiques de Tokyo, mais suite à une erreur technique dans l'enregistrement des propriétaires dans la base de données de la FEI, elle n'a pas été autorisée à concourir avec ce cheval. Avec son autre cheval, Haute Couture, Van Liere a été désignée comme réserviste. Un mois plus tard, elle a été sélectionnée par la Fédération équestre néerlandaise pour participer aux Championnats d'Europe à Hagen. Dinja Van Liere a représentée l'équipe néerlandaise aux Jeux olympiques de 2024 à Paris, terminant quatrième de la compétition par équipes et quatrième de la compétition individuelle avec son cheval Hermes, réalisant un record personnel de 88,432 % en Grand Prix Freestyle, soit à seulement un demi-pourcent de la médaille de bronze,,.

## Images

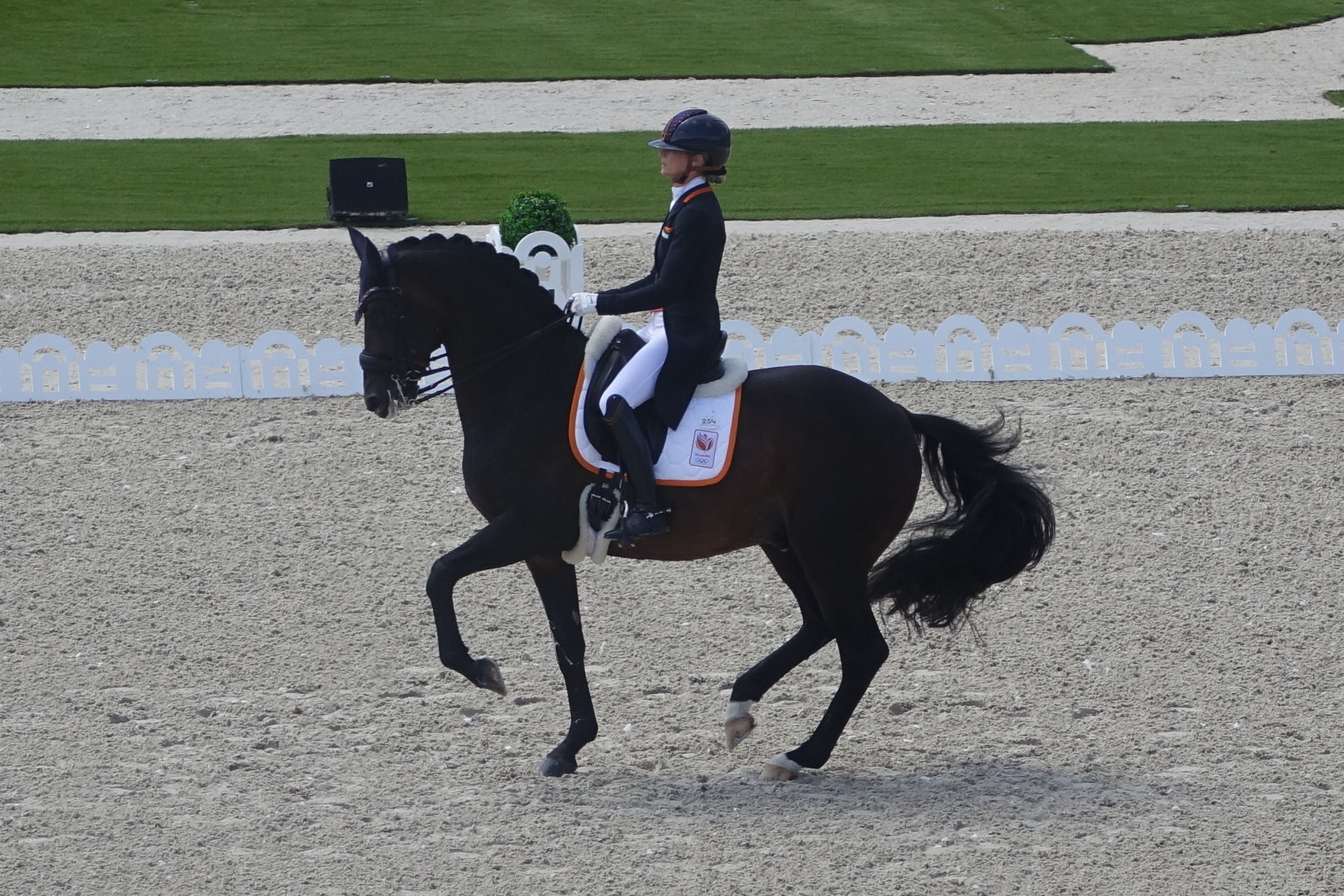
Dinja van Liere sur Hermes lors des Jeux olympiques d'été de 2024 à Versailles.
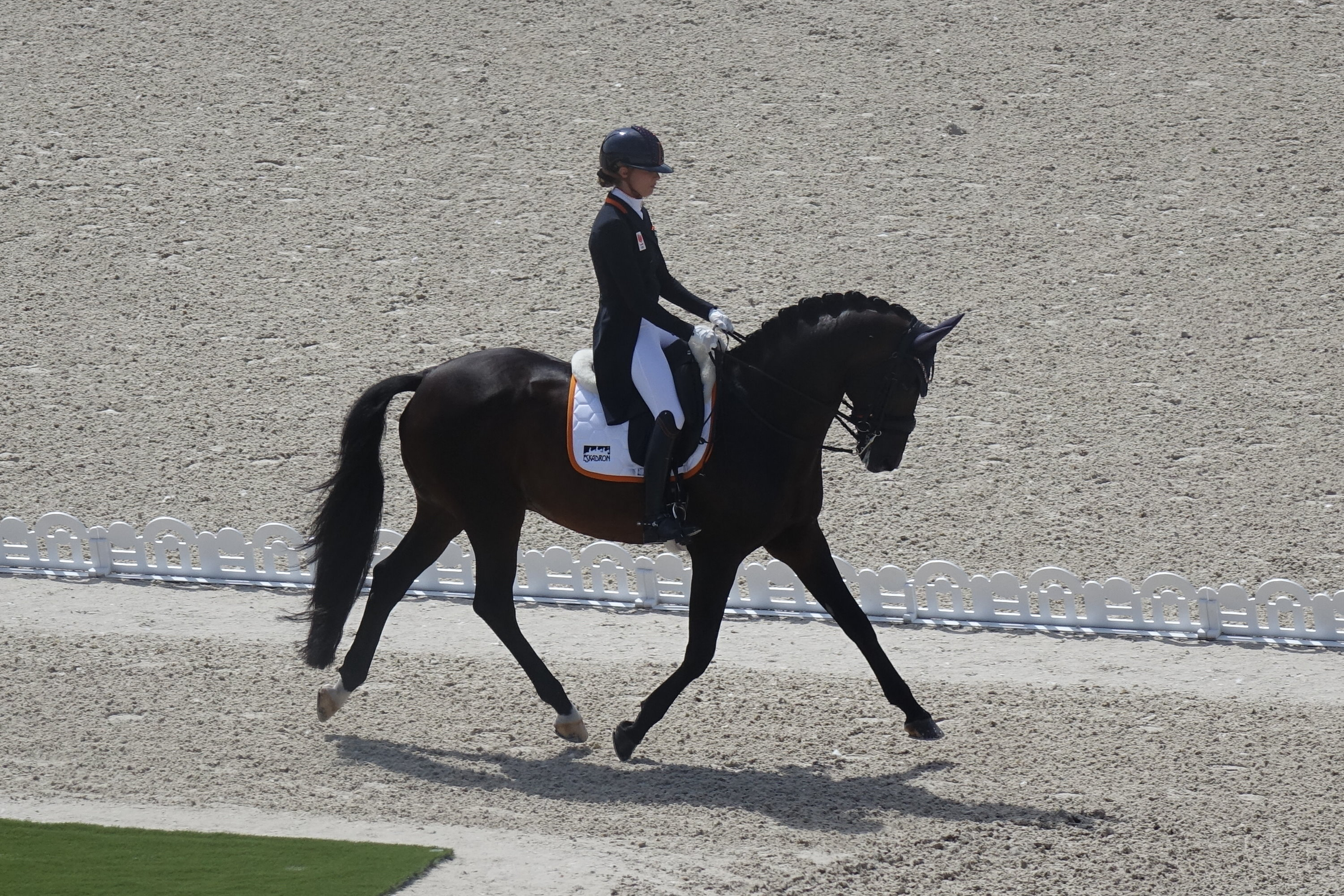